# Trichestola guatemalana
Trichestola guatemalana là một loài bọ cánh cứng trong họ Cerambycidae.